# Sebastià
Sebastià és un nom de pila masculí, l'origen del qual no conegut és del tot, però és molt probable que provingui de la paraula grega σεβαστευω (sevastéfo), derivada del verb σεβαζω (sevázo), en el sentit de reverenciar, honorar. L'adjectiu grec σεβαστιας (sevastiás) —femení σεβαστη (sevastí)— es va fer servir com a equivalent del llatí August (a) en temps romans. En grec modern, l'adjectiu σεβαστός (sevastós) es tradueix com a venerat.
A l'Imperi Romà d'Orient també existia el títol de sebastocràtor atorgat a certs familiars de l'emperador.
Aquest nom celebra l'onomàstica el dia 20 de gener.

## Personatges famosos

### Sants
- Sant Sebastià màrtir (256 - 288), màrtir del cristianisme.

### Monarques
- Sebastianus (? - 413), usurpador del títol imperial a la Gàlia (412- 413).
- Sebastià I de Portugal (1554 - 1578), rei de Portugal.

### Científics i filòsofs
- Juan Sebastián Elcano (1480-1526), explorador espanyol.
- Sebastià Cabot (ca.1484- ca.1557), explorador i mariner italià.

### Músics
- Johann Sebastian Bach (1685-1750), compositor alemany.

### Escriptors
- Sebastian Münster (1488 - 1552), escriptor alemany de llengua hebrea.
- Sebastian Brant (1457 ó 1458 - 1521), humanista alsacià.

### Esportistes
- Sébastien Loeb (1974), automobilista francès.
- Juan Sebastián Verón (1975), futbolista argentí
- Sébastien Grosjean (1978), tennista francès.
- Sebastian Deisler (1980), exfutbolista alemany.
- Sébastien Chabal (1977), jugador de rugbi francès.
- Sebastian Telfair (1985), basquetbolista estatunidenc
- Sebastián Pardo (1982), futbolista xilè
- Sebastia Bertran Suarez (1992), cosí matern de Bojan Krkic, jugador del FCB; sortit del planter.

### Periodistes
- Sebastian Haffner (1907 - 1999), periodista alemany.

## Indrets
- Sant Sebastià, País Basc
- San Sebastián, Tierra del Fuego, Argentina
- Sebastian, Florida, Estats Units
- Playa San Sebastián, Xile